# Kamil Krieger
Kamil Krieger (* 2. April 1987 in Kartuzy) ist ein polnischer Handballspieler.
Krieger spielte anfangs für SMS Gdańsk. Nachdem der 1,90 Meter große Kreisläufer für MMTS Kwidzyn auflief, schloss er sich im Jahre 2008 KS Vive Kielce an. Nachdem Krieger in der Saison 2011/12 erneut für MMTS Kwidzyn aufgelaufen war, wechselte er zu Tauron Stal Mielec. In der Saison 2015/16 stand er bei Zagłębie Lubin unter Vertrag. Anschließend kehrte er zu MMTS Kwidzyn zurück.
Kamil Krieger stand mindestens fünfmal im Aufgebot der polnischen Nationalmannschaft. So wurde er für die Handball-Europameisterschaft 2010 in den vorläufigen Kader berufen.